# František M. Hník
František Maria Hník, křtěný František (9. února 1905 Úpice – 28. dubna 1962 Olomouc) byl český teolog, sociolog, duchovní a biskup Církve československé (husitské), profesor a děkan Husovy československé evangelické fakulty bohoslovecké (HČEFB), po roce 1950 profesor a děkan Husovy československé bohoslovecké fakulty (HČBF) v Praze.

## Život

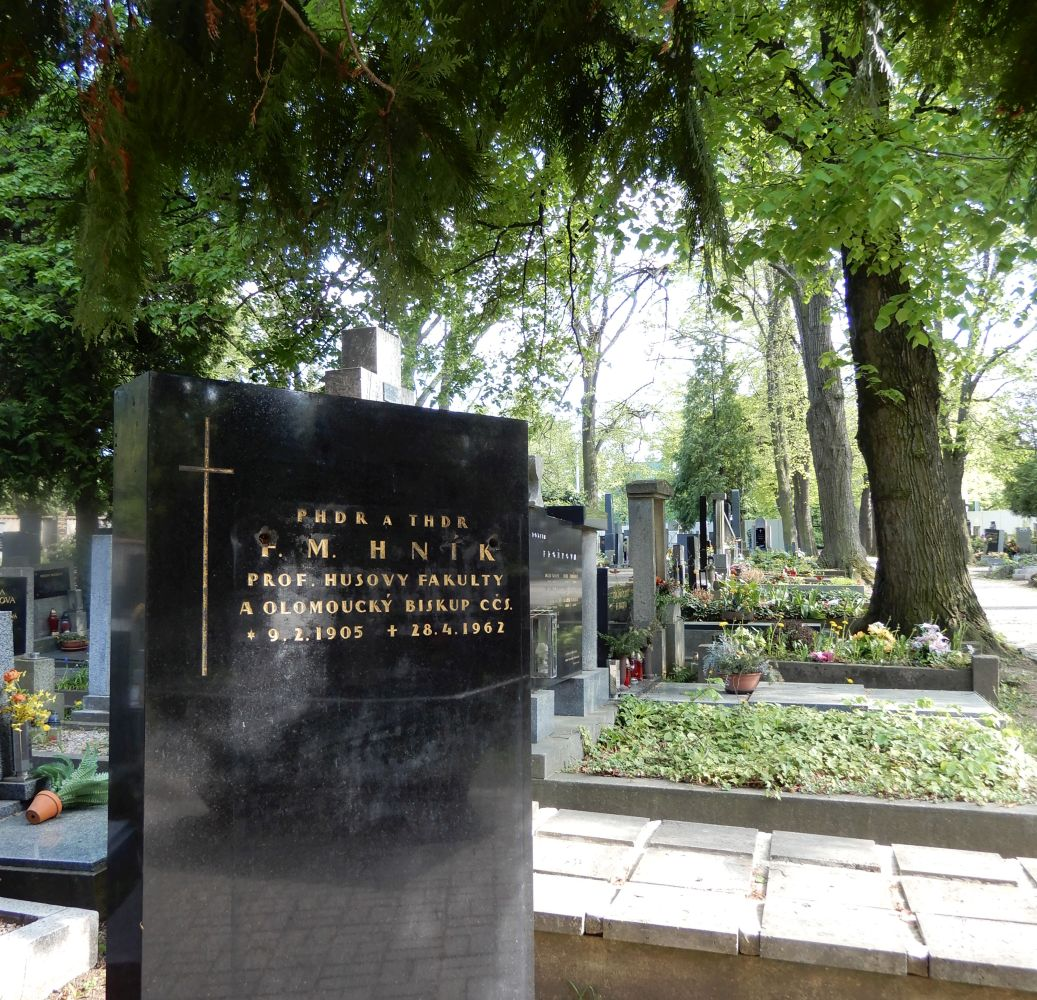
Hrob, Vokovický hřbitov v Praze

Po absolvování gymnaziálního studia v Hradci Králové a s následnou maturitou v Rychnově nad Kněžnou studoval od roku 1923 na Vyšší škole sociální péče v Praze (absolvoval 1925) a na filozofických fakultách v Praze i na Masarykově univerzitě v Brně, kde v roce 1927 dosáhl doktorátu filozofie. V témže roce se oženil s Marií, roz. Urválkovou, s níž pak měl dva syny – Pavla a Tomáše. Roku 1927 vstoupil do Církve československé, byl vysvěcen na kněze a jako duchovní působil nejprve v Náchodě (1927–1931), poté v pražském úřadu Ústřední rady CČS, kde zastával tajemnickou funkci pro mezinárodní a zahraniční styky (1931–1939); souběžně jako mimořádný profesor přednášel psychologii a sociologii náboženství na Vysoké škole bohovědné CČS a jiných svobodných církví křesťanských (1932–1934) a v letech 1935–1936 byl také farářem v náboženské obci Praha-Podolí/Braník.
V roce 1931 získal jako stipendista magisterský titul na Meadville Theological School v Chicagu/USA. Paralelně se teologicky dovzdělával na HČEFB i v rámci studijních pobytů na britských univerzitách v Oxfordu, Londýně a Birminghamu. Tak se připravil ke své habilitaci na Husově československé evangelické fakultě bohoslovecké, na níž se stal roku 1936 docentem pro obory sociologie a křesťanská sociální etika. Udržoval rovněž čilé kontakty s rozvíjejícím se mezinárodním náboženským a ekumenickým hnutím.
V kritickém roce 1938 nacházel se v Anglii, kam byl povolán učitelsky hostovat na Manchester College v Oxfordu. Tam jej i s rodinou zastihla okupace ČSR a následná válka. Dal se k dispozici velvyslanectví v Londýně a zahájil sérii přednášek o Československu po celé Anglii a Skotsku. Vydával časopis Spirit of Czechoslovakia (Duch Československa). Z jeho podnětu byla na pamětní den Husův 6. 7. 1940 založena Společnost anglo-československého křesťanského přátelství; předsedali jí arcibiskupové z Canterbury Dr. William Temple (do své smrti v roce 1944), následně pak Dr. Geoffrey Fischer. Univerzita ve skotském Aberdeenu mu roku 1942 udělila čestný doktorát teologie. Po ustavení exilové vlády v Londýně byl povolán do jejího ministerstva zahraničních věcí a vedl tam až do konce války oddělení pro kulturní styky.
Do vlasti se vrátil v dubnu 1945 přes Moskvu spolu se Státní radou československou ve funkci osobního tajemníka náměstka předsedy vlády Josefa Davida. Podílel se na obnovení činnosti Husovy československé evangelické fakulty bohoslovecké (se sekcí pedagogů CČS) v Praze, v roce 1945 (s účinností od října 1939) byl jmenován řádným profesorem sociologie a křesťanské etiky, v letech 1946–1947 vykonával funkci jejího děkana. Aktivně se zúčastnil přípravy a průběhu všech tří zasedání II. řádného sněmu Církve československé v letech 1946 a 1947.
Kritickým pro jeho život se stal rok 1948. Musel se do jisté míry přizpůsobit novým poměrům a okolnostem, měl-li se jako jeden ze „západních emigrantů“ vyhnout novému exilu, nebo skončit v komunistických vězeních. Po osamostatnění Husovy československé bohoslovecké fakulty vedl její katedru sociální teologie (1950–1955) a stal se na léta 1950 až 1952 jejím prvním děkanem.
Druhé kritické období pro něj představovaly roky 1954 až 1956, kdy se po něm žádalo, aby přerušil svou vědeckou a učitelskou dráhu a přijal úřad biskupa v reorganizující se diecézi ostravsko-olomoucké. V lednu 1956 byl olomouckým biskupem právoplatně zvolen a ujal se tohoto úřadu. Jak se však záhy ukázalo, musel čelit jak nepřízni státní správy, tak intrikám některých lokálních duchovních. Jakmile Církevní oddělení tehdejšího ministerstva školství a kultury převzalo a použilo argumentaci, že „vzhledem ke svérázné mentalitě tamějšího duchovenského sboru je tam Hník stále cizí“, nabídl svou rezignaci. Po dalším šikanování, zklamáních a útrapách odešel nemocný F. M. Hník v září 1960 do invalidního důchodu, zemřel v ústraní 28. dubna 1962 ve věku 57 let.

## Dílo

### Knihy
- Za lepší církví: Dušezpytná studie o příčinách přestupů do církve československé. Praha 1930
- Duchovní ideály československé církve : Příspěvek k rozboru její sociálně křesťanské struktury. Praha 1934
- Pohnutky dobročinnosti v křesťanství : Rozbor vztažnosti mezi theologií a sociální službou. Praha 1935
- The Czechoslovak Church : concerning its Substance, Theology and Founder. Praha 1937
- Křesťané a dnešní svět. Praha 1938
- Otázky veřejného života s hlediska ekumenického křesťanství. Praha 1939
- Edvard Beneš – filosof demokracie. Praha 1946
- Mezinárodně politická situace a úsilí o mír. Praha 1949
- Církev a mezinárodní otázky. Praha 1950
- Církev v čase rozhodování : K základům sociálně theologické orientace v Čs. církvi. Praha 1956

### Články, eseje a studie
- Vycházely v dvouměsíčníku Náboženská revue církve československé, v týdeníku Český zápas a v řadě dalších domácích i zahraničních periodik.

### Monografie o F. M. Hníkovi
- SALAJKA, Milan. Náboženské ideály a křesťanská angažovanost / Svědectví prof. PhDr. ThDr. h. c. Františka M. Hníka o počátcích a původním směřování Církve československé. Praha 2003